# Ford Fiesta Rally3
Ford Fiesta Rally3 – samochód rajdowy kategorii Rally 3, zaprezentowany w roku 2020, w 2021 trafił do sprzedaży. Samochód bazuje na cywilnym modelu Forda Fiesty siódmej generacji, produkowany jest w polskim oddziale M-Sportu. Koszt jednego egzemplarza to 99 999 euro.

## Dane techniczne[3]
- Nadwozie - 3-drzwiowe
- Silnik turbodoładowany, trzycylindrowy, 12 zaworowy EcoBoost
- Moc maksymalna – 235 KM przy 5000 obr./min[1]
- Pojemność skokowa – 1497 cm³
- Maksymalny moment obrotowy - 400 Nm przy 3500 obr./min
- Długość/szerokość/rozstaw osi – 4065/1735/2490 mm
- minimalna waga – 1210 kg
- Koła: asfalt 7’x17’/szuter 6’x15’
- Skrzynia biegów - sekwencyjna, pięciobiegowa